# Abraham Kuyper
Abraham Kuyper, nebo Kuijper [ˈaːbraːɦɑm ˈkœypər] (29. října 1837 Maassluis – 8. listopadu 1920 Haag) byl nizozemský konzervativní politik, premiér v letech 1901 až 1905, kalvinistický teolog a publicista, zakladatel Svobodné univerzity Amsterodam a Antirevoluční strany.
Spojením dvou protestantských církví také vytvořil Reformované církve v Nizozemí (Gereformeerde Kerken in Nederland), jež byly od založení roku 1892 až do spojení s Nizozemskou reformovanou církví roku 2004 jednou z největších náboženských organizací Nizozemí. Jako teolog byl konzervativní, bojoval proti modernismu v teologii a podporoval rozdělení nizozemské společnosti na „sloupy“ (skupiny nejrůznějších společenských organizací) definovaných podle vyznání.